# Баратынский, Ираклий Абрамович
Ираклий Абрамович Баратынский (Боратынский) (12 (24) февраля 1802 — 22 апреля (4 мая) 1859) — российский военный и государственный деятель; участник Русско-турецкой войны 1828—1829 годов и подавления Польского восстания 1830—1831 годов, генерал-лейтенант; Ярославский (1842—1846) и Казанский (1846—1857) губернатор, сенатор.

## Биография
Родился 12 (24) февраля 1802 года в селе Вяжля Кирсановского уезда Тамбовской губернии. Происходил из старинного польского шляхетского рода Боратынских: сын генерал-лейтенанта и сенатора Абрама Андреевича (1767—1811) и фрейлины Александры Фёдоровны, урождённой Черепановой (1777—1853), брат поэта Евгения Абрамовича, дядя учёного Сергея Александровича Рачинского. В наследство от отца получил имение в Тамбовской губернии с двумястами душами крепостных крестьян.
Образование получил в Пажеском корпусе; 31 декабря 1819 года произведён в прапорщики и определён в конно-егерский Его Величества короля Виртембергского полк, откуда 17 апреля 1824 года, в чине поручика, был переведён в Курляндский уланский полк, а 1 января 1827 года назначен адъютантом к главнокомандующему 2-й армии графу Витгенштейну.
В следующем году, в чине штабс-ротмистра, Баратынский принял участие в турецкой войне и отличился в делах против турок при селе Болданскоштах и при обложении крепости Браилов; командированный в авангард под командою генерал-лейтенанта Ридигера, он участвовал в делах при Козлуджи и при Енибазаре, за что был награждён золотой саблей с надписью «за храбрость». Потом снова находился при главнокомандующем 2-й армией и участвовал 8 июля в наступательных движениях против крепости Шумлы, причём за отличие был переведён в лейб-гвардии уланский полк; далее он отличился в целом ряде битв при осаде и взятии крепости Варна, за что и награждён орденом Святой Анны 3-й степени с бантом; 7 апреля 1829 года назначен адъютантом к главнокомандующему графу Дибичу-Забалканскому. В кампанию 1829 года он находился при обложении крепости Силистрии, затем сражался близ Буланьина и при деревне Кулевче, за что награждён орденом Святого Владимира 4-й степени с бантом. Далее он принял участие в сражении при Дервильджеволе и был награждён орденом Святой Анны 2-й степени. Перешёл с армией Балканские горы и участвовал в занятии Адрианополя, за что награждён чином ротмистра.
Во время Польского восстания 1831 года, Баратынский, находясь в корпусе графа Палена, сражался при Калушине, при Вавре, у Каландзина и на Гроховских полях; за все эти дела он получил к ордену Святой Анны 2-й степени императорскую корону. Затем он принимал участие в отражении вылазки из Праги, в движении главной армии к реке Верхону, в деле на реке Марховце, при реке Исаке, в движении армии от Седльце к Минску, в деле под Минском, в движении армии к Остроленке, в битве при м. Нуре и, наконец, в генеральном сражении при Остроленке, откуда был отправлен с донесением в Санкт-Петербург к императору. За польскую кампанию он был награждён в 1832 году польским знаком отличия за военное достоинство 4-й степени.
С 7 июня 1831 года стал флигель-адъютантом императора и 20 июля был командирован в Витебск, для сопровождения тела цесаревича Константина Павловича. Затем он несколько раз (в 1831, 1833, 1834, 1836, 1837 и 1839 годах) получал командировки в различные губернии для наблюдения за действиями рекрутских наборов и выбора рекрут в гвардию и неоднократно удостаивался Высочайшего благоволения за ревностную службу. В 1834 году он сопровождал до границы Пруссии прусского принца Адальберта. В том же году он был переведён в лейб-гвардии гусарский полк, награждён вдобавок годового жалованья 2000 рублей серебром, и с следующего года поступил во фронт того же полка. Фронтовую службу Баратынский нёс с выдающимся усердием, и в течение менее чем двух лет (1835—1836) ему были 25 раз объявлены Высочайшие благоволения за точное исполнение возлагавшихся на него поручений во время Высочайших смотров и манёвров. 6 декабря 1836 года Баратынский был произведён в полковники с оставлением в звании флигель-адъютанта, а 1 февраля 1838 года отчислен от фронта. В следующем году он имел несколько командировок для производства военно-судных дел, а также по случаю Высочайших смотров. В том же 1839 году он получил знак отличия беспорочной службы за XV лет и ордена: Святого Владимира 3-й степени и Святого Георгия 4-го класса, за выслугу. В 1840 году, находясь на Кавказе, Баратынский участвовал во взятии занятых горцами фортов на берегу Чёрного моря и в нескольких рекогносцировках, за что был награждён бриллиантовым перстнем с вензелевым изображением императора; 12 июля 1842 года был командирован в Ковно, для встречи эрцгерцога австрийского Карла-Фердинанда.
В генерал-майоры, с назначением исправляющим должность Ярославского губернатора, он был произведён 30 августа 1842 года. За время службы в Ярославле Баратынский получил следующие милости: за исправное взыскание податей объявлено ему Монаршее благоволение 9 февраля 1845 года; 12 июля 1845 года пожаловано ему в единовременное пособие 4300 рублей; 20 июля 1845 года повелено ему состоять в свите Его Величества, с оставлением при занимаемой должности; 14 января 1846 года назначено ему прибавочное содержание по 4000 рублей серебром в год; 13 марта 1846 года награждён орденом Святого Станислава 1-й степени.
С 14 марта 1846 года Баратынский занял должность Казанского губернатора. Около 12-ти лет управлял он этим краем и за успешные действия по сбору государственных доходов и по устройству войск неоднократно удостаивался Высочайшего благоволения. Равным образом за постоянную заботливость о нуждах детских приютов ведомства императрицы Марии Баратынский много раз получал выражение признательности от Государыни.
В мае 1851 года ликвидировал в Казани центр Казанского старообрядчества — церковь во имя иконы Пресвятой Богородицы «Всех скорбящих радость» («Коровинскую моленную»). Церковь была снесена, строительные материалы, оставшиеся от слома церкви, были оприходованы в сумме 682 р. 29 к. серебром. Старообрядческие иконы и богослужебные предметы переданы Казанской духовной консистории, которая передала их Кафедральному собору.

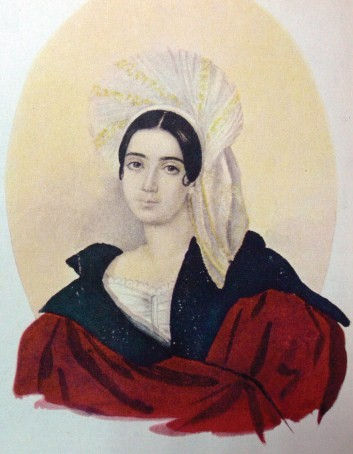
Анна Давыдовна Баратынская

Сверх того он получил в Казани следующие награды: в 1848 году — знак отличия беспорочной службы за XX лет; 13 декабря 1849 года — орден Святой Анны 1-й степени; 6 декабря 1851 года — императорскую корону к этому ордену; 6 декабря 1853 года произведён в генерал-лейтенанты; 22 августа 1855 года получил знак отличия беспорочной службы за XXX лет; 31 декабря 1855 года — орден Святого Владимира 2-й степени; 7 января 1857 года ему была пожалована аренда по 1500 рублей в год на 6 лет; 31 декабря 1857 года награждён орденом Белого орла и назначен присутствовать в Сенате, с оставлением по армейской кавалерии; с 5 января 1858 года он числился присутствующим по I отделению 5-го департамента Сената, а в каникулярное время 1858 года был назначен к присутствованию в соединённых департаментах Сената.
Скончался И. А. Баратынский 22 апреля (4 мая) 1859 года, состоя на службе. Был похоронен в Воскресенском Новодевичьем монастыре в Петербурге; могила утрачена.

## Семья
Баратынский отличался живым умом, любезностью и высоким образованием. С 1835 года был женат на фрейлине княжне Анне Давыдовне Абамелек (1814—1889). Она в ранней юности начала заниматься литературой и перевела на французский язык «Чернеца» Козлова (напечатан в Москве в 1831 году: «Le moine, poeme de Kosloff, traduit en prose»). Её замечательная красота и тонкий ум сделали её одним из замечательных членов современных литературных кружков. Ей посвящали стихи Пушкин, Козлов и Вяземский.